# هارولد وادزورث
هارولد وادزورث (بالإنجليزية: Harold Wadsworth)‏ (1 أكتوبر 1898 - ) هو لاعب كرة قدم بريطاني (وحمل سابقاً جنسية المملكة المتحدة لبريطانيا العظمى وأيرلندا) في مركز الدفاع. لعب مع ليستر سيتي ونادي ترانمير روفرز لكرة القدم ونادي ليفربول ونوتينغهام فورست.